# دوردي ميليتش
دوردي ميليتش (بالصربية: Ђорђе Милић)‏ هو لاعب كرة قدم ومدرب كرة قدم صربي في مركز الهجوم، ولد في 27 أكتوبر 1943 في بلغراد في صربيا. شارك مع منتخب يوغوسلافيا لكرة القدم. أما مع النوادي، فقد لعب مع أضنة سبور والنجم الأحمر بلغراد ونادي أوترخت ونادي بشكتاش ونادي فويفودينا.

## وصلات خارجية
- دوردي ميليتش على موقع اتحاد تركيا (مدرب) (الإنجليزية)
- دوردي ميليتش على موقع قاعدة بيانات كرة القدم.إي يو (الإنجليزية)
- دوردي ميليتش على موقع ناشيونال فوتبول تيمز (الإنجليزية)
- دوردي ميليتش على موقع عالم كرة القدم.نت (الإنجليزية)